# KDELibs
KDELibs是建立在Qt框架之上，它提供框架和眾多功能來開發KDE軟體，使應用程序更容易編寫，並提供KDE桌面環境的一致性。

KDELibs的授權為LGPL v2。

## 函式庫與框架
KDELibs包含下列的函式庫和框架：
- DNSSD : 支撑 Zeroconf 子系统的后端，處理DNS-SD協議。
- Interfaces
- Kate : Kate 編輯器組件，能被嵌入於多種其他應用程序作為預設編輯器元件使用。KDELibs中的 Kate只是一個 KParts 組件和若干基本外掛程式的封裝，但還不是一個完整可用的程序。
- KDE3Support : 提供對舊的KDE 3 API 支持
- KDECore : KDE核心類庫。這個庫來提供基本的功能，如配置系統、IPC、國際化和本地支持。
- KDEsu : 提供密碼要求的 GUI 前端
- KDEUI : KDE使用者介面界面類庫
- KFile
- KHTML : 網頁排版引擎
- KIO : KDE 文件子系统。
- KImgIO : KDE的圖片載入框架。
- KJS : JavaScript解析引擎
- kjsembed
- KNewStuff  : 增加 KDE 應用程序數據共享能力。技術上，它實現了GHNS和DXS規格。
- KPart : 輕量級元件嵌入技術。
- kpty : 虛擬終端的抽像層
- Kross : 允許腳本嵌入到應用程式的框架
- KUtils  : 列印、聊天等工具函式庫
- NEPOMUK : 提供語義學信息和標記支持
- Plasma : 桌面 shell和 widget框架
- Phonon : 多媒體框架
- Solid : 硬體偵測和管理框架
- Sonnet : 拼写检查函式庫
- ThreadWeaver

## 其他部分
- kconf_update : 用於更新配置文件的工具。
- KDED : KDE守護程式 。檢查新安裝的軟件、更新檔案或主機名，並根據變化行動。
- KDocTools
- KIOSlave
- KInit

## 外部連結
- KDELibs API 文件 （页面存档备份，存于）
- KDELibs 組件文件 （页面存档备份，存于）
- KDE 開發（繁體中文）
- KDE 開發（简体中文）